# Bothrops pulcher
Bothrops pulcher – gatunek jadowitego węża z rodziny żmijowatych (Viperidae) i podrodziny grzechotnikowatych (Crotalinae).

## Systematyka
Takson ten po raz pierwszy zgodnie z zasadami nazewnictwa binominalnego opisał w 1862 roku Wilhelm Peters w „Monatsberichte der Königlichen Preussische Akademie des Wissenschaften zu Berlin”. Autor nadał wężowi nazwę Trigonocephalus pulcher. Nie podał miejsca typowego. Holotyp ZMB 3868 to samica. Nie wyróżnia się podgatunków.

### Etymologia
- Bothrops: gr. βoθρος bothros „rów, wgłębienie”[7]; ωψ ōps, ωπος ōpos „oko”[8].
- pulcher – łac. pulcher – „piękny, przystojny, porządny”[5].

## Morfologia
Jest to średni, smukły, nadrzewny wąż o długości dochodzącej nawet do 990 mm. Tęczówka żółta z czarnymi plamkami, źrenice czarne pionowe. Grzbiet od zielonkawożółtego do ciemnozielonego z tendencją do ciemniejszego odcienia od strony głowy. Głowa trójkątna, szyja znacznie cieńsza niż głowa. Od oka w stronę szyi rozciąga się dobrze widoczny czarny, dosyć szeroki pasek, który kończy się w okolicach kącika warg. Uzębienie typu kanałozębnego (solenoglypha). Podobnie jak wszystkie grzechotniki, ma jamki policzkowe, niewielkie zgłębienie znajdujące się pomiędzy okiem a nozdrzem, wyposażone w receptory podczerwieni, umożliwiające mu wyczuwanie ofiary i polowanie w całkowitej ciemności. Na grzbiecie znajduje się od 29 do 37 czarnych pasów z bladymi obrzeżami. Brzuch żółty z czarnymi plamkami, które zwiększają się z tyłu. Ogon chwytny, jego końcowa część jest zwykle kremowa lub różowa u osobników młodocianych i ciemnozielona u osobników dorosłych.
Wymiary:
|                          | Samiec  | Samica  |
| Długość całkowita (mm)   | 772     | 996     |
| Łuski grzbietowe (rzędy) | 19–23   | 19–23   |
| Tarczki brzuszne         | 167–178 | 173–181 |
| Tarczki podogonowe       | 63–64   | 53–60   |
| Tarczki nadwargowe SL    | 7–9     | 7–9     |

## Występowanie
Bothrops pulcher występuje w Ekwadorze, na skrajnym północnym zachodzie Peru przy granicy z Ekwadorem oraz w południowej Kolumbii. Występuje na stokach Andów na wysokościach od około 300 do prawie 3000 m n.p.m. W Ekwadorze odnotowano ten gatunek w prowincjach Morona Santiago, Napo, Zamora Chinchipe, Loja, Pastaza. 

## Ekologia i zachowanie
Bothrops pulcher jest wężem nadrzewnym, prowadzącym nocny tryb życia. Zamieszkuje stare lub wtórne wiecznie zielone lasy górskie, granice lasów i plantacje (manioku i psianki lulo). Większość czasu spędzają zwinięte na roślinności od 0,6 m do 6 m nad ziemią. W czasie ulewnych deszczy spotykany jest na poziomie gruntu. Żerują z zasadzki. Młode osobniki żywią się głównie bezkręgowcami, dorosłe natomiast głównie gryzoniami i żabami. Zarówno młode, jak i dorosłe osobniki wabią ofiarę, poruszając jaskrawo kolorowymi ogonami jako przynętą.
Bothrops pulcher jest gatunkiem silnie jadowitym. W przypadku ukąszenia przez niego ludzi, jego jad powoduje silny ból, krwawienie, obrzęk, a prawdopodobnie także śmierć.
Inkubacja jaj odbywa się w ciele samicy, która „rodzi” już wyklute młode, w jednym miocie liczba osobników waha się od 13 do 14.

## Status zagrożenia
W Czerwonej księdze gatunków zagrożonych IUCN Bothrops pulcher jest klasyfikowany jako gatunek najmniejszej troski (LC, ang. Least Concern). Liczebność populacji nie jest znana, podobnie jak jej trend. Gatunek jest opisywany jako rzadki.